# シュタディオン・アン・デア・アルテン・フェルステライ
シュタディオン・アン・デア・アルテン・フェルステライ（ドイツ語: Stadion An der Alten Försterei）は、ドイツの首都ベルリン市にあるスタジアム。略称はアルテ・フェルステライ（＝旧林務官駐在所）であり、略称はAFである。1.FCウニオン・ベルリンのホームスタジアムでもある。

## 概要
1920年8月7日にSCウニオン・オーバーシェーネヴァイデ（1.FCウニオン・ベルリンの前身の一つ）によりグラウンドを開設した。収容人数は約18,100人であったが2008年に徹底した改修が行なわれ、いくつかはまだ完成していない（メインスタンドやVIP席の設置）ものの19,000人あまりとなった。クラブの経営陣はファンの後押しもあり座席3,014席を含む19,000席あまり（ブンデスリーガ2部の基準最低限）とすることに決定したが、雛壇状のグラウンドはそのままである。

## 施設
スタジアムはケーペニック地区西部、オーバーシェーネヴァイデ地区との境界近くに位置する。北側はヴールハイデ市民公園に、東側はヘンメルリング通り (Hämmerlingstraße) に、南側はヴーレ川に、西側はアン・デア・ヴールハイデ通り (Straße An der Wuhlheide) に面している。施設全体としてサッカー場、ボウリング場、体育館、6つの練習場があり、ウニオン・ベルリンはこの施設の内、南西にある2つの練習施設とサッカー場を所有者のベルリン市から借りている。
サッカー場の観客収容人数は18,432人（うち立見席15,414人、座席3,018人）で、ベルリンにあるサッカー専用競技場としては最も収容人数が多い。観客席は4つの区画に分かれており、「ヴァルトザイテ（＝森側）」と呼ばれる北側のスタンドと東側のバックスタンドで立見席のみ、「ヴーレザイテ（＝ヴーレ川側）」と呼ばれる南側のスタンドの立見席と座席で、ホームチームの観客と対戦相手の観客を隔離している。西側のメインスタンドは座席のみでVIP席がある。

## アクセス
- ベルリン市電27、60、67系統 - アルテ・フェルステライ電停
- SバーンS3系統 - ベルリン・ケーペニック駅（ドイツ語版）

S47系統 - ベルリン=スピンドラーズフェルド駅